# Hugo Marom
Hugo Marom (původní jméno Meisl nebo též Maisl) (9. října 1928 v Brně – 7. ledna 2018 v Tel Avivu) byl izraelský válečný veterán a pilot, autor zlepšovacích patentů a podnikatel. V roce 1939 byl spolu se svým mladším bratrem Rudolfem Meislem odeslán z Prahy záchranným transportem sira Nicholase Wintona do Anglie. Po druhé světové válce prošel (v roce 1948) v Československu leteckým (pilotním) výcvikem a jako židovský dobrovolník se krátce účastnil bojů za nezávislost Státu Izrael. V Izraeli od konce 40. let dvacátého století již zůstal a zabýval se aktivitami souvisejícími s letectvím.

## Život

### Rodina
Hugo Marom se narodil 9. října 1928 v Brně do židovské rodiny jako Hugo Meisl. Do Čech se zlatnická rodina Maiselů (nebo Meislů) dostala z Blízkého východu na pozvání české královské rodiny někdy kolem roku 968[ujasnit] a až do 18. století žili její členové v Praze. V 18. století se část rodiny přestěhovala do Brna a otevřeli si tam obchod. 
Členové rodiny Meislů byli:
- Pavel Meisl (3. dubna 1895 Brno – 4. července 1942 Majdanek), obchodník, otec Hugo Maroma. Byl bývalý legionář (zúčastnil se bojů v Rusku) a obchodník, který po návratu z legií byl v záloze a věnoval se rodinnému obchodu.[5] Dne 26. října 1924 se ve Vídni oženil s Arnoštkou Kubětovou[6] Byl deportován z Brna dne 29. března 1942 transportem Ae-113 do Terezína (transport židovských občanů z Brna měl označení "Ae"; v transportu měl Pavel Meisl číslo 113), odtud dne 1. dubna 1942 transportem Ag-841 do Piaski. Pavel Meisl zahynul 4. července 1942 v Majdanku.[6]
- Arnoštka Meislová rozená Kubětová (1. prosince 1901, Vídeň – po 1. dubnu 1942, Riga), matka Hugo Maroma. Narodila se ve Vídni a pocházela ze staré židovské rodiny Kubětů ze Sušice.[5] Jako mladá sportovkyně a olympionička[3] reprezentovala Rakousko-Uhersko v plavání a později pak v Brně vyučovala tenis a lyžování.[5] Dne 26. října 1924, se ve Vídni provdala za Pavla Meisla. Byla deportována z Brna 29. března 1942 transportem Ae-114 do Terezína (transport židovských občanů z Brna s označením "Ae", v transportu měla Arnoštka Meislová číslo 114), odtud dne 1. dubna 1942 transportem Ag-840 do Rigy, zahynula.[7]
- Kurt Meisl (22. ledna 1926, Brno – 26. listopadu 1927, Brno, dětská nemocnice) byl starší bratr Hugo Maroma. Zemřel v brněnské dětské nemocnici ve věku nedožitých dvou let na zánět plic. Místo posledního odpočinku: Židovský hřbitov, Nezamyslova 27, hrob 11, řada 3, sekce 5C.[8]
- Rudolf Meisl (* 9. února 1930, Brno) mladší bratr Hugo Maroma. Ponechal si původní jméno Meisl a v roce 2008 ještě žil v Kalifornii.[5].[9]
- Hans Meisl (16. června 1934, Brno – 26. června 1939, Brno) byl nejmladší bratr Hugo Maroma. Zemřel ve věku pěti let v Brně (třída legionářů 15; dnes třída Kpt. Jaroše) na leukémii. Místo posledního odpočinku: Židovský hřbitov, Nezamyslova 27 (oddělení 5 C, řada 3, hrob č. 12).[10]

Hugo Marom vychodil obecnou školu v Brně (na dnešním náměstí 28. října) a pak začal navštěvovat reálné gymnázium.

### Kindertransport
Před vypuknutím druhé světové války matka Hugo Maroma uvažovala o vycestování do zahraničí, ale její manžel ani v roce 1938 nechtěl na tuto myšlenku přistoupit. V době příjezdu hitlerovských vojsk dne 15. března 1939 do Československa byl otec Hugo Maroma – Pavel Meisl právě povolán jako záložní voják na Podkarpatskou Rus. S vystěhováním do zahraničí souhlasil až po příjezdu Adolfa Hitlera do Brna (17. března 1939), ale to již bylo na odjezd celé rodiny pozdě a vycestovat mohly pouze děti. Dne 3. srpna 1939 byl odeslán desetiletý Hugo Meisl s mladším bratrem Rudym posledním Wintonovým kindertransportem z Prahy do Velké Británie 

### Příjezd do Anglie

Socha od Franka Meislera v Liverpoolu – památník kindertransportů na Liverpool Street Station (ilustrační foto)

Tento transport zahrnoval asi 230 dětí. Po příjezdu do Anglie měl na každé dítě podle dohody čekat u vlaku (na Liverpool Street Station) opatrovník, který se předem zaručil, že bude o děti pečovat. Bratři Meislovi a Tomasoffovi se však svého opatrovníka nedočkali a z nádraží je „vysvobodil“ pozdě večer až místní taxikář, který všech pět dětí s jejich kufry naložil do vozu, zavezl na skromnou večeři (fish and chips) a nakonec ubytoval pár dní u sebe doma.  Nakonec byla pětice českých chlapců po třech dnech provizoria přijata do ubytovny pro děti z německého kindertransportu na 71 Shootuphill v severním Londýně.

### Studia v Anglii
Bratři Meislovi se začali učit anglicky a chodit do základní anglické školy (navštěvovali školu Harben School ve Scott Cottage). Když začala německá bombardovací ofenzíva nad Londýnem, byli přesunuti k rodině Chanclers do Bedfordu (sem byla celá škola evakuována) a dále pokračovali ve školní docházce, která byla v té době v Anglii povinná do třinácti let věku školáků. Po ukončení školy neměl Hugo Marom finance na další pokračování ve studiu. Po dovršení třinácti let věku se proto začal učit ševcem u místního obuvníka.
Také se připravoval na přijetí na průmyslovku v Lutonu. Po devíti měsících složil úspěšně přijímací zkoušky na technickou školu North Weston Polytechnique, kam byl začátkem roku 1942 přijat a na níž zahájil svá středoškolská studia. Po absolvování prvního ročníku začal Hugo Marom současně prodělávat předvojenskou výchovu, střelbu z pušky a základy dalších vojenských dovedností. Na studiích mu bylo přiznáno stipendium a jeho tehdejší středoškolský učitel (rakouský architekt) představil Hugo Maroma na českém velvyslanectví. Spolu s bratrem Rudym byl Hugo Marom v roce 1943 přijat na exilovou Československou státní školu ve Walesu. Tady studovaly děti českých diplomatů a vojáků. Koncem téhož roku (1943) při této škole vznikla přípravka letectva a záhy při této škole začala fungovat i vojenská letecká jednotka. Tady se frekventanti učili teorii a navigaci. Ještě dříve než stačil Hugo Marom narukovat do československého exilového vojska, druhá světová válka skončila. Nicméně v této škole Hugo Marom získal hodnost kaprála a oba bratři Meislovi ve škole setrvali až do konce druhé světové války. Tak se stalo, že se Hugo Marom stal kadetem vojenské letecké jednotky při exilové Československé státní škole ve Walesu

### V Československu
Po skončení druhé světové války v létě roku 1945 se Hugo Marom s bratrem (na palubě bombardérů B-24 Liberator) vrátili z Anglie zpět do Československa (do Prahy) a zamířil do Brna. Po příjezdu do města se dozvěděli, že oba jejich rodiče stejně jako většina rodiny (mimo sestřenici Renku) druhou světovou válku nepřežili a byli zavražděni nebo zahynuli v nacistických vyhlazovacích či koncentračních táborech. Také se v Brně setkal s rodinným přítelem Antonínem Sekalem. Ten s jeho otcem Pavlem Meislem sloužil v Užhorodě u dělostřelectva a měli společný letní byt v Mokré Hoře severně od Brna.  Antonín Sekal Hugo Maromovi prozradil, že poté, co byli jeho rodiče odvedeni do transportu do Terezína, Sekal naložil veškeré osobní věci (peníze, šperky, šaty a nábytek, jakož i všechny dokumenty) Meislovy rodiny na nákladní automobil a zakopal je na zahradě v Mokré Hoře.

### Další studia
Hugo Marom po návratu do Brna v roce 1947 dokončil střední školu, složil maturitu na gymnáziu a zahájil studium na brněnském Vysokém učení technickém.  Koncem roku 1947 oslovil Hugo Maroma emisar podzemní židovské vojenské organizace Hagana s tím, že nový stát Izrael potřebuje minimálně stovku vycvičených a vysokoškolsky vzdělaných pilotů. Hugo Marom se přihlásil jako dobrovolník do rodící se izraelské armády. Na jaře roku 1948 dostal dopis, který jej povolal ke zdravotním zkouškám na pražském Ministerstvu národní obrany (MNO), jimiž Hugo Marom prošel. Do pilotního výcviku v Olomouci se Hugo Marom dostal na začátku roku 1948 a v letech 1948 až 1949 zde absolvoval letecký výcvik určený pro izraelské letce. Pilotní výcvik zahrnoval jak teoretickou část, tak i praktická školení. Výcviku se účastnilo 22 dobrovolníků z Čech a 19 izraelských civilních pilotů. Hugo Marom dokončil olomouckou pilotní školu s excelentním prospěchem. Při návštěvě židovské pozemní brigády ve Velké Střelné (ještě během studia) poznal dívku Martu, s níž se záhy dne 30. listopadu 1948 v Košicích oženil (jejich společná cesta života skončila až v létě roku 2013 Martiným skonem).

### V Izraeli (1949 až 1954)
Na počátku roku 1949 (26. února 1949) odjel Hugo Marom do Izraele. Cestoval spolu s dalšími letci nejprve vlakem do Rumunska a následně pak lodí do Haify. Byl zařazen k letectvu, kde sloužil u 100. perutě na základně Tel Nof. Jednotka disponovala lehčími spojovacími a dopravními stroji Piper, RWD, Norseman a dalšími. Maromova hlavní činností byl operační letecký průzkum nad bojištěm. Jako pilot lehkého letadla se tak Hugo Marom krátce (na dva týdny) zapojil do první arabsko-izraelské války.
Po skončení izraelsko-arabského konfliktu se většina pilotů začala přeškolovat na stíhače a zkušení dobrovolníci se začali vracet do Ameriky. Izraelské letectvo potřebovalo letecké instruktory a tak se stal Hugo Marom jedním z nich. Byl vyslán do instruktorské školy ve Velké Británii a v roce 1952 se v Izraeli stal leteckým instruktorem a velitelem pilotní školy v Kfar Sirkin (Kefar Sirkin). V roce 1953 byl pověřen sestavením (zformováním) 110. letky (perutě) nočních stíhačů a o rok později (1954) absolvoval kurs zkušebních pilotů a testoval letadla pro izraelskou armádu.

### Další kariera
V Londýně absolvoval Hugo Marom studium leteckého inženýrství a od roku 1959, kdy se vrátil zpět do Izraele, stál u zrodu vývojového střediska pro výrobu letadel Israeli Aircraft Industries (IAI), vedl jej a byl zodpovědný za dodávky leteckého materiálu pro izraelskou armádu. Po pětiletém působení v IAI, roce 1964, se Hugo Marom začal zajímat o projektování a stavbu letišť. V hodnosti podplukovníka odešel z armády do civilu a založil firmu na projektování, plánování a realizaci (stavbu) letišť. Odletěl na stáž do Francie (k architektu Vicariovi) a po návratu do Izraele se jeho firma začala rychle rozrůstat. Dnes se tato společnost podílí na stavbách mezinárodních letišť po celém světě. Tuto firmu vedl až do vysokého věku. Na řadě typů letadel nalétal více než 22 tisíc hodin a prakticky do konce života byl držitelem pilotního oprávnění.

### Závěr
Fakt, že v architektuře letišť se uskuteční asi jen deset procent původních projektů, přivedl Hugo Maroma zpět k rodinnému řemeslu – zlatnictví. V posledních letech života se Hugo Marom věnoval zlatnictví jako svému koníčku. Svoje výtvory: prsteny a jiné šperky ale neprodával, používal je jako dárky svým přátelům. Přesto dále působil jako letecký konzultant. V Izraeli žil v domě ve čtvrti Cahala v Tel Avivu. Jeho manželka Marta Marom, se kterou strávil společně 65 let, zemřela v létě roku 2013. (Hugo Marom měl s manželkou Martou dceru Evie Marom). Do konce života si Hugo Marom ponechal československé občanství. Zemřel 7. ledna 2018 ráno v Tel Avivu v rodinném kruhu ve věku 89 let.

## Ocenění
- Dne 14. října 2011 udělil ministr zahraničí České republiky Hugo Maromovi cenu Gratias Agit.[1]
- V roce 2010 obdržel Hugo Marom cenu Karla Kramáře.[1]